# هیومن انترتینمنت
هیومن اینترتینمنت (انگلیسی: Human Entertainment) شرکت بازی ویدئویی ژاپنی است، که در سال ۱۹۸۳ تأسیس شد.